# Grupo Desportivo Estoril Praia
Il Grupo Desportivo Estoril Praia, meglio noto come Estoril Praia o più semplicemente Estoril, è una società calcistica portoghese con sede nella città di Estoril, nella municipalità di Cascais, distretto di Lisbona. Il club è stato fondato nel 1939. Oltre alla divisione calcistica, la società ha una squadra di pallacanestro che ha giocato nei più importanti campionati professionistici nazionali.

## Storia
Nel campionato portoghese di prima divisione dell'anno 2012-2013 raggiunge un'importante qualificazione all'Europa League, chiudendo il campionato al 5º posto.

## Palmarès

### Competizioni nazionali
- Liga de Honra: 2

2004-2005, 2011-2012
- Segunda Divisão: 5

1941-1942, 1943-1944, 1945-1946, 1974-1975, 2002-2003 (sud)
- Segunda Liga: 1

2020-2021

### Altri piazzamenti
- Coppa del Portogallo:

Finalista: 1943-1944
Semifinalista: 2016-2017, 2020-2021
- Coppa di Lega portoghese:

Finalista: 2023-2024
- Segunda Liga:

Secondo posto: 1990-1991
Terzo posto: 2018-2019
- Taça Federação Portuguesa de Futebol:

Finalista: 1976-1977

## Statistiche e record

### Statistiche nelle competizioni UEFA
Tabella aggiornata alla fine della stagione 2018-2019.
| Competizione                  | Partecipazioni | G  | V | N | P | RF | RS |
| ----------------------------- | -------------- | -- | - | - | - | -- | -- |
| Coppa UEFA/UEFA Europa League | 2              | 16 | 4 | 6 | 6 | 17 | 17 |

## Organico

### Rosa 2024-2025
Aggiornata al 31 ottobre 2024.
| N. |                       | Ruolo | Calciatore        |
| -- | --------------------- | ----- | ----------------- |
| 1  | Costa Rica (bandiera) | P     | Kevin Chamorro    |
| 5  | Francia (bandiera)    | D     | Eliaquim Mangala  |
| 6  | Spagna (bandiera)     | C     | Jandro Orellana   |
| 7  | Brasile (bandiera)    | C     | Vinicius Zanocelo |
| 9  | Venezuela (bandiera)  | A     | Alejandro Marqués |
| 10 | Scozia (bandiera)     | C     | Jordan Holsgrove  |
| 11 | Angola (bandiera)     | C     | Hélder Costa      |
| 12 | Portogallo (bandiera) | C     | João Carvalho     |
| 14 | Marocco (bandiera)    | A     | Yanis Begraoui    |
| 17 | Capo Verde (bandiera) | C     | Fabrício Garcia   |
| 18 | Portogallo (bandiera) | D     | Gonçalo Costa     |
| 19 | Portogallo (bandiera) | C     | André Lacximicant |

| N. |                       | Ruolo | Calciatore     |
| -- | --------------------- | ----- | -------------- |
| 20 | Capo Verde (bandiera) | D     | Wagner Pina    |
| 22 | Portogallo (bandiera) | D     | Pedro Carvalho |
| 23 | Portogallo (bandiera) | D     | Pedro Álvaro   |
| 24 | Portogallo (bandiera) | D     | Pedro Amaral   |
| 25 | Austria (bandiera)    | D     | Felix Bacher   |
| 26 | Francia (bandiera)    | C     | Foe Ondoa      |
| 27 | Spagna (bandiera)     | P     | Joel Robles    |
| 44 | Togo (bandiera)       | D     | Kévin Boma     |
| 88 | Portogallo (bandiera) | C     | Xeka           |
| 90 | Portogallo (bandiera) | C     | Tiago Brito    |
| 92 | Spagna (bandiera)     | A     | Israel Salazar |
| 99 | Portogallo (bandiera) | C     | Rafik Guitane  |

### Rosa 2023-2024
Aggiornata al 18 febbraio 2024.
| N. |                       | Ruolo | Calciatore        |
| -- | --------------------- | ----- | ----------------- |
| 2  | Spagna (bandiera)     | D     | Raúl Parra        |
| 5  | Brasile (bandiera)    | D     | Volnei            |
| 7  | Brasile (bandiera)    | C     | Zanocelo          |
| 9  | Venezuela (bandiera)  | A     | Alejandro Marqués |
| 10 | Francia (bandiera)    | A     | Rafik Guitane     |
| 17 | Francia (bandiera)    | D     | Harouna Sy        |
| 22 | Francia (bandiera)    | D     | Eliaquim Mangala  |
| 23 | Portogallo (bandiera) | D     | Pedro Álvaro      |
| 25 | Scozia (bandiera)     | C     | Jordan Holsgrove  |

| N. |                                | Ruolo | Calciatore        |
| -- | ------------------------------ | ----- | ----------------- |
| 48 | Brasile (bandiera)             | C     | Michel            |
| 64 | Senegal (bandiera)             | C     | Mor Ndiaye        |
| 67 | São Tomé e Príncipe (bandiera) | D     | Ricardo Fernandes |
| 78 | Portogallo (bandiera)          | A     | Tiago Araújo      |
| 79 | Capo Verde (bandiera)          | D     | Wagner Pina       |
| 81 | Portogallo (bandiera)          | P     | Diogo Dias        |
| 98 | Capo Verde (bandiera)          | A     | Fabrício          |
| 99 | Portogallo (bandiera)          | P     | Daniel Figueira   |
|    | Portogallo (bandiera)          | D     | Pedro Amaral      |

### Rosa 2022-2023
Aggiornata al 13 settembre 2022.
| N. |                       | Ruolo | Calciatore         |
| -- | --------------------- | ----- | ------------------ |
| 3  | Portogallo (bandiera) | D     | Bernardo Vital     |
| 4  | Brasile (bandiera)    | D     | Lucas Áfrico       |
| 5  | Francia (bandiera)    | D     | Eliaquim Mangala   |
| 7  | Portogallo (bandiera) | A     | Rodrigo Martins    |
| 8  | Portogallo (bandiera) | A     | Serginho           |
| 9  | Venezuela (bandiera)  | A     | Alejandro Marqués  |
| 10 | Portogallo (bandiera) | C     | Francisco Geraldes |
| 13 | Portogallo (bandiera) | P     | Pedro Silva        |
| 14 | Senegal (bandiera)    | D     | Racine Coly        |
| 20 | Portogallo (bandiera) | C     | João Carvalho      |
| 21 | Portogallo (bandiera) | A     | Tiago Gouveia      |
| 22 | Francia (bandiera)    | D     | Shaquil Delos      |
| 23 | Portogallo (bandiera) | D     | Pedro Álvaro       |
| 25 | Senegal (bandiera)    | C     | Mor Ndiaye         |

| N. |                       | Ruolo | Calciatore       |
| -- | --------------------- | ----- | ---------------- |
| 29 | Capo Verde (bandiera) | A     | Gilson Tavares   |
| 31 | Portogallo (bandiera) | D     | Joãozinho        |
| 32 | Francia (bandiera)    | C     | Loreintz Rosier  |
| 34 | Mozambico (bandiera)  | D     | Mexer            |
| 47 | Portogallo (bandiera) | P     | João Oliveira    |
| 50 | Brasile (bandiera)    | A     | João Carlos      |
| 62 | Portogallo (bandiera) | D     | Tiago Santos     |
| 78 | Portogallo (bandiera) | A     | Tiago Araújo     |
| 87 | Portogallo (bandiera) | D     | Gonçalo Esteves  |
| 90 | Nigeria (bandiera)    | A     | Bamidele Yusuf   |
| 91 | Francia (bandiera)    | C     | Mabrouk Rouaï    |
| 95 | Camerun (bandiera)    | C     | James Lea Siliki |
| 99 | Portogallo (bandiera) | P     | Daniel Figueira  |
| 97 | Francia (bandiera)    | C     | Rafik Guitane    |

### Rosa 2021-2022
| N. |                       | Ruolo | Calciatore      |
| -- | --------------------- | ----- | --------------- |
| 2  | Spagna (bandiera)     | D     | Carles Soria    |
| 3  | Portogallo (bandiera) | D     | Bernardo Vital  |
| 4  | Brasile (bandiera)    | D     | Lucas Áfrico    |
| 6  | Portogallo (bandiera) | C     | Chico Geraldes  |
| 8  | Portogallo (bandiera) | C     | Rodrigo Valente |
| 9  | Brasile (bandiera)    | A     | André Clovis    |
| 10 | Portogallo (bandiera) | C     | André Franco    |
| 11 | Brasile (bandiera)    | C     | Arthur Gomes    |
| 12 | Brasile (bandiera)    | P     | Thiago Silva    |
| 14 | Senegal (bandiera)    | D     | Racine Coly     |
| 17 | Portogallo (bandiera) | A     | Rui Fonte       |
| 18 | Colombia (bandiera)   | A     | Leonardo Ruiz   |
| 20 | Portogallo (bandiera) | C     | Bruno Lourenço  |

| N. |                       | Ruolo | Calciatore       |
| -- | --------------------- | ----- | ---------------- |
| 21 | Portogallo (bandiera) | C     | João Gamboa      |
| 22 | Portogallo (bandiera) | D     | David Bruno      |
| 26 | Giappone (bandiera)   | C     | Ryōtarō Meshino  |
| 28 | Venezuela (bandiera)  | D     | Nahuel Ferraresi |
| 31 | Portogallo (bandiera) | D     | Joãozinho        |
| 32 | Francia (bandiera)    | C     | Loreintz Rosier  |
| 33 | Camerun (bandiera)    | C     | James Lea Siliki |
| 58 | Portogallo (bandiera) | C     | Romário Baró     |
| 77 | Ecuador (bandiera)    | C     | Johan Mina       |
| 90 | Capo Verde (bandiera) | A     | Gilson Tavares   |
| 92 | Portogallo (bandiera) | A     | Xavier           |
| 97 | Brasile (bandiera)    | D     | Patrick William  |
| 99 | Portogallo (bandiera) | P     | Daniel Figueira  |

### Rosa 2020-2021
| N. |                                 | Ruolo | Calciatore        |
| -- | ------------------------------- | ----- | ----------------- |
| 1  | Portogallo (bandiera)           | P     | Nuno Macedo       |
| 2  | Portogallo (bandiera)           | D     | João Diogo        |
| 3  | Portogallo (bandiera)           | D     | Bernardo Vital    |
| 4  | Brasile (bandiera)              | D     | Volnei Feltes     |
| 6  | Portogallo (bandiera)           | C     | Hugo Basto        |
| 7  | Portogallo (bandiera)           | A     | Chiquinho         |
| 9  | Portogallo (bandiera)           | C     | André Vidigal     |
| 10 | Portogallo (bandiera)           | C     | Zé Valente        |
| 11 | Brasile (bandiera)              | A     | Nicolas Careca    |
| 12 | Brasile (bandiera)              | P     | Thiago Silva      |
| 13 | Portogallo (bandiera)           | C     | Miguel Crespo     |
| 14 | Ghana (bandiera)                | A     | Abdul-Aziz Yakubu |
| 15 | Portogallo (bandiera)           | D     | Pedro Empis       |
| 16 | Portogallo (bandiera)           | C     | Bruno Lourenço    |
| 18 | Brasile (bandiera)              | C     | Murilo            |
| 19 | Bosnia ed Erzegovina (bandiera) | C     | Armin Hodzic      |

| N. |                                | Ruolo | Calciatore      |
| -- | ------------------------------ | ----- | --------------- |
| 21 | Portogallo (bandiera)          | C     | João Gamboa     |
| 22 | Spagna (bandiera)              | D     | Carles Soria    |
| 24 | Portogallo (bandiera)          | D     | Marcos Valente  |
| 25 | Brasile (bandiera)             | D     | Hugo Gomes      |
| 26 | Costa d'Avorio (bandiera)      | C     | Jean Lazare     |
| 27 | Portogallo (bandiera)          | C     | André Franco    |
| 31 | Portogallo (bandiera)          | D     | Joãozinho       |
| 32 | Francia (bandiera)             | C     | Loreintz Rosier |
| 33 | Portogallo (bandiera)          | D     | Lucas Silva     |
| 35 | São Tomé e Príncipe (bandiera) | C     | Harramiz        |
| 52 | Brasile (bandiera)             | A     | João Carlos     |
| 73 | Portogallo (bandiera)          | P     | Sandro Cabral   |
| 97 | Brasile (bandiera)             | A     | André Clovis    |
| 99 | Portogallo (bandiera)          | P     | Daniel Figueira |
|    | Portogallo (bandiera)          | C     | João Mendes     |

### Rosa 2019-2020
| N. |                               | Ruolo | Calciatore         |
| -- | ----------------------------- | ----- | ------------------ |
| 1  | Portogallo (bandiera)         | P     | Vladimir Stojković |
| 3  | Brasile (bandiera)            | D     | Lucas Cunha        |
| 4  | Brasile (bandiera)            | D     | Lucas Áfrico       |
| 5  | Brasile (bandiera)            | C     | Cicero             |
| 7  | Portogallo (bandiera)         | A     | Chiquinho          |
| 8  | Portogallo (bandiera)         | C     | Duarte Valente     |
| 10 | Portogallo (bandiera)         | C     | Rafael Barbosa     |
| 11 | Brasile (bandiera)            | A     | Nicolas Careca     |
| 12 | Camerun (bandiera)            | C     | Nego Tembeng       |
| 17 | Portogallo (bandiera)         | A     | Roberto            |
| 18 | Portogallo (bandiera)         | A     | João Oliveira      |
| 19 | Guinea Equatoriale (bandiera) | A     | Rubén Belima       |
| 21 | Portogallo (bandiera)         | D     | João Góis          |
| 23 | Portogallo (bandiera)         | D     | Tote Gomes         |
| 26 | El Salvador (bandiera)        | A     | Denis Pineda       |
| 27 | Portogallo (bandiera)         | C     | André Franco       |

| N. |                       | Ruolo | Calciatore        |
| -- | --------------------- | ----- | ----------------- |
| 28 | Brasile (bandiera)    | A     | Juninho           |
| 29 | Portogallo (bandiera) | D     | João Diogo        |
| 30 | Brasile (bandiera)    | C     | Matheus Índio     |
| 31 | Portogallo (bandiera) | D     | Joãozinho         |
| 33 | Brasile (bandiera)    | D     | Philipe Maia      |
| 35 | Brasile (bandiera)    | D     | Defendi           |
| 44 | Brasile (bandiera)    | P     | Thiago            |
| 50 | Portogallo (bandiera) | C     | Miguel Crespo     |
| 64 | Portogallo (bandiera) | D     | Marcos Valente    |
| 68 | Portogallo (bandiera) | C     | Daniel Bragança   |
| 77 | Portogallo (bandiera) | A     | Hugo Firmino      |
| 87 | Brasile (bandiera)    | C     | Khevin            |
| 88 | Portogallo (bandiera) | C     | Ricardo Rodrigues |
| 95 | Brasile (bandiera)    | C     | Lucas Marques     |
| 99 | Portogallo (bandiera) | P     | Dani Figueira     |

### Rosa 2018-2019
| N. |                       | Ruolo | Calciatore        |
| -- | --------------------- | ----- | ----------------- |
| 1  | Capo Verde (bandiera) | P     | Thierry Graça     |
| 2  | Brasile (bandiera)    | D     | Ailton            |
| 3  | Brasile (bandiera)    | D     | Lucão             |
| 4  | Portogallo (bandiera) | D     | Pedro Monteiro    |
| 5  | Portogallo (bandiera) | D     | Joel Ferreira     |
| 6  | Brasile (bandiera)    | D     | Dankler           |
| 7  | Portogallo (bandiera) | D     | Mano              |
| 8  | Brasile (bandiera)    | C     | Eduardo           |
| 9  | Brasile (bandiera)    | A     | Bruno Gomes       |
| 10 | Brasile (bandiera)    | A     | Kléber            |
| 11 | Brasile (bandiera)    | C     | Allano            |
| 12 | Portogallo (bandiera) | D     | Fernando Fonseca  |
| 13 | Portogallo (bandiera) | C     | Gonçalo           |
| 17 | Brasile (bandiera)    | C     | Lucas Evangelista |

| N. |                       | Ruolo | Calciatore      |
| -- | --------------------- | ----- | --------------- |
| 19 | Portogallo (bandiera) | C     | Duarte Valente  |
| 20 | Brasile (bandiera)    | A     | Matheus Índio   |
| 21 | Brasile (bandiera)    | D     | Thiago Cardoso  |
| 22 | Portogallo (bandiera) | A     | André Claro     |
| 28 | Portogallo (bandiera) | D     | Gonçalo Brandão |
| 29 | Panama (bandiera)     | A     | Jorman Aguilar  |
| 30 | Brasile (bandiera)    | D     | Abner           |
| 31 | Portogallo (bandiera) | P     | José Moreira    |
| 32 | Algeria (bandiera)    | D     | Rafik Halliche  |
| 33 | Brasile (bandiera)    | A     | Victor Andrade  |
| 40 | Brasile (bandiera)    | P     | Renan Ribeiro   |
| 77 | Brasile (bandiera)    | A     | Ewandro         |
| 88 | Portogallo (bandiera) | C     | Pedro Rodrigues |
| 91 | Brasile (bandiera)    | A     | Sandro Lima     |

### Rosa 2017-2018
| N. |                       | Ruolo | Calciatore        |
| -- | --------------------- | ----- | ----------------- |
| 1  | Capo Verde (bandiera) | P     | Thierry Graça     |
| 2  | Brasile (bandiera)    | D     | Ailton            |
| 3  | Brasile (bandiera)    | D     | Lucão             |
| 4  | Portogallo (bandiera) | D     | Pedro Monteiro    |
| 5  | Portogallo (bandiera) | D     | Joel Ferreira     |
| 6  | Brasile (bandiera)    | D     | Dankler           |
| 7  | Portogallo (bandiera) | D     | Mano              |
| 8  | Brasile (bandiera)    | C     | Eduardo           |
| 9  | Brasile (bandiera)    | A     | Bruno Gomes       |
| 10 | Brasile (bandiera)    | A     | Kléber            |
| 11 | Brasile (bandiera)    | C     | Allano            |
| 12 | Portogallo (bandiera) | D     | Fernando Fonseca  |
| 13 | Portogallo (bandiera) | C     | Gonçalo           |
| 17 | Brasile (bandiera)    | C     | Lucas Evangelista |
| 19 | Portogallo (bandiera) | C     | Duarte Valente    |

| N. |                       | Ruolo | Calciatore           |
| -- | --------------------- | ----- | -------------------- |
| 20 | Brasile (bandiera)    | A     | Matheus Índio        |
| 21 | Brasile (bandiera)    | D     | Thiago Cardoso       |
| 22 | Portogallo (bandiera) | A     | André Claro          |
| 25 | Cipro (bandiera)      | C     | Charalampos Kyriakou |
| 28 | Portogallo (bandiera) | D     | Gonçalo Brandão      |
| 29 | Panama (bandiera)     | A     | Jorman Aguilar       |
| 30 | Brasile (bandiera)    | D     | Abner                |
| 31 | Portogallo (bandiera) | P     | José Moreira         |
| 32 | Algeria (bandiera)    | D     | Rafik Halliche       |
| 33 | Brasile (bandiera)    | A     | Victor Andrade       |
| 40 | Brasile (bandiera)    | P     | Renan Ribeiro        |
| 77 | Brasile (bandiera)    | A     | Ewandro              |
| 87 | Brasile (bandiera)    | A     | Matheus Sávio        |
| 88 | Portogallo (bandiera) | C     | Pedro Rodrigues      |

## Risultati in campionato e in coppa
| Stagione  |     | Pos. | Pti. | V  | N  | P  | GF | GS | P  | Coppa del Portogallo | Note                        |
| --------- | --- | ---- | ---- | -- | -- | -- | -- | -- | -- | -------------------- | --------------------------- |
| 1944-1945 | 1D  | 7    | 18   | 6  | 4  | 8  | 44 | 34 | 16 |                      |                             |
| 1946-1947 | 1D  | 5    | 26   | 16 | 1  | 9  | 96 | 55 | 33 | non disputata        |                             |
| 1947-1948 | 1D  | 4    | 26   | 16 | 4  | 6  | 91 | 49 | 36 |                      | Miglior posizione raggiunta |
| 1948-1949 | 1D  | 5    | 26   | 12 | 5  | 9  | 76 | 54 | 29 |                      |                             |
| 1949-1950 | 1D  | 12   | 26   | 7  | 7  | 12 | 50 | 59 | 21 | non disputata        |                             |
| 1950-1951 | 1D  | 11   | 26   | 10 | 1  | 15 | 53 | 58 | 21 |                      |                             |
| 1951-1952 | 1D  | 9    | 26   | 8  | 5  | 13 | 49 | 61 | 21 |                      |                             |
| 1952-1953 | 1D  | 14   | 26   | 5  | 4  | 17 | 28 | 64 | 14 |                      | Retrocesso                  |
| 1975-1976 | 1D  | 8    | 30   | 10 | 8  | 12 | 31 | 45 | 28 |                      |                             |
| 1976-1977 | 1D  | 11   | 30   | 6  | 13 | 11 | 26 | 36 | 25 |                      |                             |
| 1977-1978 | 1D  | 11   | 30   | 8  | 9  | 13 | 25 | 36 | 25 |                      |                             |
| 1978-1979 | 1D  | 11   | 30   | 8  | 10 | 12 | 24 | 42 | 26 |                      |                             |
| 1979-1980 | 1D  | 14   | 30   | 5  | 11 | 14 | 18 | 37 | 21 |                      | Retrocesso                  |
| 1980-1981 | 2D  | ?    | ?    | ?  | ?  | ?  | ?  | ?  | ?  |                      | Promosso                    |
| 1981-1982 | 1D  | 12   | 30   | 7  | 10 | 13 | 30 | 41 | 24 |                      |                             |
| 1982-1983 | 1D  | 11   | 30   | 9  | 8  | 13 | 26 | 39 | 26 |                      |                             |
| 1983-1984 | 1D  | 14   | 30   | 6  | 9  | 15 | 22 | 51 | 21 |                      |                             |
| 1990-1991 | 2H  | 2    | 38   | 17 | 12 | 9  | 48 | 28 | 46 |                      | Promosso                    |
| 1991-1992 | 1D  | 10   | 34   | 10 | 10 | 14 | 34 | 54 | 30 |                      |                             |
| 1992-1993 | 1D  | 13   | 34   | 9  | 12 | 13 | 29 | 41 | 30 |                      |                             |
| 1993-1994 | 1D  | 18   | 34   | 5  | 8  | 21 | 22 | 57 | 18 |                      | Retrocesso                  |
| 1994-1995 | 2H  | 5    | 34   | 16 | 9  | 9  | 39 | 20 | 41 |                      |                             |
| 1995-1996 | 2H  | 12   | 34   | 12 | 8  | 14 | 52 | 42 | 44 |                      |                             |
| 1996-1997 | 2H  | 7    | 34   | 13 | 8  | 13 | 34 | 35 | 47 |                      |                             |
| 1997-1998 | 2H  | 7    | 34   | 11 | 13 | 10 | 40 | 39 | 46 |                      |                             |
| 1998-1999 | 2H  | 18   | 34   | 6  | 10 | 18 | 23 | 50 | 28 |                      | Retrocesso                  |
| 1999-2000 | 2DS | 4    | 38   | 18 | 3  | 7  | 67 | 40 | 67 | Round 4              |                             |
| 2000-2001 | 2DS | 12   | 38   | 14 | 11 | 13 | 45 | 46 | 53 | Round 6              |                             |
| 2001-2002 | 2DS | 5    | 38   | 17 | 8  | 13 | 46 | 44 | 59 | Round 2              |                             |
| 2002-2003 | 2DS | 1    | 38   | 25 | 8  | 5  | 74 | 29 | 83 | Round 3              | Promosso                    |
| 2003-2004 | 2H  | 1    | 34   | 20 | 7  | 7  | 63 | 40 | 67 | Quarti di finale     | Promosso                    |
| 2004-2005 | 1D  | 17   | 34   | 8  | 6  | 20 | 38 | 55 | 30 | Round 5              | Retrocesso                  |
| 2005-2006 | 2H  | 9    | 34   | 11 | 12 | 11 | 44 | 43 | 45 | Round 5              |                             |
| 2006-2007 | 2H  | 10   | 30   | 10 | 7  | 13 | 30 | 35 | 37 | Round 4              |                             |
| 2007-2008 | 2H  | 7    | 30   | 11 | 8  | 11 | 41 | 38 | 41 | Round 3              |                             |